# Mirna reintegracija hrvatskoga Podunavlja
Mirna reintegracija hrvatskoga Podunavlja uobičajeni je naziv za proces povratka okupiranih područja istočne Slavonije, južne Baranje i zapadnog Srijema u ustavno-pravni poredak Republike Hrvatske. Razdoblje mirne reintegracije, za čije je provođenje Vijeće sigurnosti UN-a ustanovilo posebnu Prijelaznu upravu UN-a u istočnoj Slavoniji (UN Transitional Authority in Eastern Slavonia, odnosno UNTAES), započelo je 15. siječnja 1996., a završilo 15. siječnja 1998., kada je hrvatsko Podunavlje (odnosno istočna Slavonija, Baranja i zapadni Srijem), konačno vraćeno u sastav Republike Hrvatske.

## Geografska obilježja
Hrvatsko Podunavlje ili Istočna Slavonija je naziv kojim se u novije vrijeme označava hrvatsko državno područje koji regionalno odgovara području istočne Slavonije, južne Baranje i zapadnog Srijema. U geografskom smislu to je prostor omeđen na sjeveroistoku hrvatsko-mađarskom granicom, na istoku rijekom Dunavom. Gledano s hrvatske strane to je ta tzv. linija razgraničenja koja dijelom ide rijekom Dravom, zaobilazi Osijek, spušta se do Ernestinova i preko Nuštra izbija na Lipovac. To je dio istočnohrvatske ravnice, uvjetno homogene regije pravog panonskog prostora Hrvatske, koja se odlikuje vrlo visokim stupnjem jedinstvenosti reljefne strukture, ekološke sredine i povijesno-zemljopisnog razvoja. Cijelom svojom dužinom to se područje naslanja na rijeku Dunav, koja čini prirodnu granicu prema Vojvodini. Najznačajnije gospodarsko, kulturno i administrativno središte ovog dijela Hrvatske je grad Vukovar.
Upravno-teritorijalno definiranje pojma hrvatsko Podunavlje je nešto složenije. Prema nekim autorima, najjasnije, najpotpunije i najtočnije bi se moglo definirati kao prostor bivših općina Beli Manastir, Osijek, Vukovar i Vinkovci. U hrvatskim izvorima koriste se i termini Osječko-baranjska i Vukovarsko-srijemska županija. Dolaskom Istočne Slavonije i južne Baranje pod nadležnost UN-a (područje pod zaštitom UNPROFOR-a), ta zona se u zapadnim izvorima najčešće naziva Istočna Slavonija ili Sektor Istok ("E") i obuhvaća sljedeće općine ili njihove dijelove: Beli Manastir, dijelovi općine Osijek istočno od grada Osijeka, Vukovar i dio sela na istočnom dijelu općine Vinkovci. U srpskim izvorima, to se područje naziva "sremsko-baranjska oblast".

## Povijest

### Pozadina
Zbog svoje iznimne geopolitičke i geostrateške važnosti, prometnog položaja te gospodarskih i ljudskih potencijala, hrvatsko je Podunavlje bilo osobitnim ciljem srpske agresije na Republiku Hrvatsku. Cijelo je Podunavlje bilo poprište ratne agresije koja je za posljedicu imala iznimno velika ljudska stradanja te prisilno raseljavanje stanovništva. Djelovanje međunarodne zajednice u Republici Hrvatskoj, osobito UN-a kroz misije UNPROFOR-a i UNCRO-a između 1992. i 1995. godine, nije ostvarilo zadovoljavajuće rezultate. Nisu, naime, ispunjeni najvažniji ciljevi tih misija: nije uspostavljen potpun mir i trajni prekid oružanih borbi, nijedan prognanik nije se vratio svojemu domu na tada okupiranom području Republike Hrvatske. UNPROFOR i UNCRO de facto su održavali samo status quo, što je zapravo bilo svojevrsno međunarodno priznanje rezultata agresije i etničkoga čišćenja. Također, izrazito radikalna i nepomirljiva stajališta tadašnjih predstavnika pobunjenih Srba u Hrvatskoj, koji su, poučeni od beogradskog režima, odbijali svako političko rješenje koje je podrazumijevalo cjelovitost hrvatskoga državnog područja (pa čak i Plan Z-4, koji je u biti podrazumijevao političku i teritorijalnu autonomiju Srba u Hrvatskoj, tj. "državu u državi"), nisu išla u prilog zaustavljanju rata, uspostavi mira te pronalaženju pravednih i trajnih odgovora na sva otvorena pitanja. Zbog tih općih okolnosti, Hrvatska je u četiri godine srbijanske agresije morala, unatoč protivljenjima iz međunarodne zajednice (osobito iz britansko-francuskih krugova) i nekih unutarhrvatskih političkih i društvenih čimbenika, a potaknuta neučinkovitošću međunarodnih mirovnih snaga, postupno vojno oslobađati svoje državno područje.
Srbijanska oružana agresija na Hrvatsku rezultirala je, do proljeća 1995., zastrašujućim podacima - okupirana je oko četvrtina državnog područja na kojem je prije rata živjelo oko pola milijuna ljudi, broj poginulih, nasilno odvedenih i nestalih osoba brojio se u tisućama, stotine tisuća ljudi su prognane a materijalne štete su procjenjivane u milijardama američkih dolara. Istodobno međunarodne političke okolnosti i tadašnji interesi velikih sila nisu pogodovali brzom, učinkovitom i pravednom rješavanju pitanja okupiranih područja, njihovu vraćanju u ustavnopravne okvire Republike Hrvatske te ukupnoj normalizaciji života i vraćanju reda te osjećaja sigurnosti. U tim okolnostima, potaknuta prije svega neučinkovitošću međunarodnih mirovnih snaga, Republika Hrvatska odlučuje se za postupno vojno oslobađanje svoga teritorija. Uslijedile su vojno-redarstvene operacije Bljesak (u svibnju 1995.) te Oluja (u kolovozu 1995.) u kojima je Hrvatska vojska oslobodila više od 15 tisuća četvornih kilometara zapadne Slavonije, Banovine, Korduna, Like te sjevernodalmatinskog zaleđa. Sjajno planiranje, učinkovitost i brza provedba tih akcija pokazale su svima kojima je to tada trebalo kolika je stvarna motiviranost, prodornost i moć Hrvatske vojske - a time je pružen i dovoljno uvjerljiv, konačan argument o neodrživosti projekta Velike Srbije u Hrvatskoj. Hrvatska je u intervalu od samo tri mjeseca uspjela povratiti okupirana područja, tzv. UNPA sektora "Zapad", "Sjever" i "Jug". Pod srpskom okupacijom ostalo je samo hrvatsko Podunavlje (Sektor "Istok").
Nakon uspješnog završetka i realizacije ciljeva vojno-redarstvenih operacija Bljesak i Oluja, pod srpskom okupacijom ostao je još jedan, krajnji istočni dio Hrvatske - hrvatsko Podunavlje. On je zbog svoje velike geopolitičke i geostrateške važnosti, kao i zbog prometnog položaja, gospodarskih i ljudskih potencijala bio stalna meta srpske agresije, poprište žestokih sukoba i jedan od važnih srpskih osvajačkih ciljeva. Zbog svega toga hrvatsko Podunavlje je pretrpjelo izrazite štete i stradanja: više od šest tisuća ljudi je poginulo i nestalo, stotinjak tisuća je prognano a samo u Vukovaru je materijalna ratna šteta procijenjena na više od 9,5 milijardi kuna.

### Reintegracija
Pitanje hrvatskog Podunavlja rješavalo se na marginama Daytonske mirovne konferencije 1995. godine u čijoj je žiži bilo pitanje okončanja sukoba u BiH. U usporedbi s ostalim problemima političkih pregovora pitanje reintegracije Istočne Hrvatske bilo je jedno od najsloženijih. Ipak, slijedom okolnosti postignuto je razmjerno jednostavno i brzo rješenje. Uvidjevši pogubnost svoje dotadašnje politike i odlučnost Hrvata da vojnim putem oslobode sve okupirane dijelove svoje države, vodstvo pobunjenih Srba na preostalom dijelu okupiranoga državnog područja RH tek je nakon "Oluje" i poraza Vojske Republike Srpske u BiH pristalo na ponuđene prijedloge i mirno rješenje sukoba. Tako je 12. studenog 1995. potpisan "Temeljni sporazum o mirnoj reintegraciji toga područja u ustavno-pravni poredak Republike Hrvatske". Pored mirovnih posrednika svoj potpis na sporazum o mirnoj reintegraciji stavili su Hrvoje Šarinić u ime hrvatske vlade te Milan Milanović u ime srpske strane.
Erdutski sporazum, koji je zbog niza ustupaka pobunjenim Srbima izazvao nezadovoljstvo prognanih Hrvata s toga područja, potvrdio je dosljednost hrvatske politike u nastojanju da, čak i uz bolne kompromise, probleme s pobunjenim Srbima rješava pregovorima i mirnim putem. Sporazum o mirnoj reintegraciji istočne Slavonije, južne Baranje i zapadnog Srijema u sastav Republike Hrvatske potvrdilo je 23. studenoga 1995. i Vijeće sigurnosti UN-a (Rezolucija 1023). Vijeće sigurnosti UN-a (Rezolucija 1037, od 15. siječnja 1996.) ustanovilo je posebnu Prijelaznu upravu UN-a u istočnoj Slavoniji (UN Transitional Authority in Eastern Slavonia, odnosno UNTAES). Na čelo Prijelazne uprave došao je američki general Jacques Paul Klein. Za provedbu aktivnosti u procesu mirne reintegracije Vlada Republike Hrvatske je u Osijeku osnovala Ured privremene uprave za uspostavu hrvatske vlasti u istočnoj Slavoniji, južnoj Baranji i zapadnom Srijemu, a za predstojnika je imenovala Ivicu Vrkića.
Osnovne pretpostavke za uspješnu provedbu procesa mirne reintegracije uključivale su, među ostalim, sljedeća područja djelovanja: demilitarizaciju područja (razoružanje do tada prilično brojnog i dobro opremljenog srpskog korpusa), uspostavu prijelaznih policijskih snaga, početak razminiranja, postupno stvaranje ozračja o neizbježnosti i nezaustavljivosti mirne reintegracije među lokalnim Srbima, reintegraciju društvenih i gospodarskih struktura, osobito školstva, zdravstva, prometne, komunikacijske i komunalne infrastrukture, pilot-projekt povratka u naselja tzv. Srijemskog trokuta. Sporazum o završetku razvojačenja potpisan je u vukovarskoj vojarni 27. lipnja 1996., a nadzor nad svim vojnim objektima u tome području preuzela je prijelazna uprava UN-a. Nakon razvojačenja 1. srpnja počela je djelovati i prijelazna policija, koja je polovicom prosinca iduće godine uključena u MUP RH. Osobito važni za uspjeh cijele misije i osiguranje uvjeta za povratak hrvatskih prognanika bili su lokalni izbori održani 13. travnja 1997. godine. Njima je do kraja uspostavljen politički sustav jednak onome na drugim dijelovima hrvatskoga teritorija. Osim toga, Srbi su dobili mogućnost izabrati svoje legitimne predstavnike u tijelima lokalne vlasti i samouprave. HDZ je pobijedio u 15 općina i gradu Iloku, SDSS u deset općina i gradu Belome Manastiru, u Vukovaru su dvije stranke postigle dogovor o podjeli vlasti, a za gradonačelnika je izabran Vladimir Štengl (HDZ). Hrvatska kuna uvedena je od 19. svibnja 1997. kao službeno sredstvo plaćanja, čime je to područje reintegrirano u platni sustav RH. Podizanjem hrvatskoga stijega na graničnim prijelazima prema tadašnjoj Saveznoj Republici Jugoslaviji i otkrivanjem ploča s natpisima hrvatske carine 14. srpnja 1997. obilježeno je uvođenje hrvatskoga carinskog sustava u Podunavlje. Odlukom glavnog tajnika UN-a 1. kolovoza 1997. na dužnosti prijelaznoga upravitelja generala Kleina naslijedio je William Walker. Radi omogućavanja povratka i pomirbe na području pod prijelaznom upravom UN-a, u listopadu 1997. godine osnovan je Nacionalni odbor za uspostavu povjerenja, ubrzanog povratka i normalizaciju života na ratom stradalim područjima Hrvatske, čijom je predsjednicom imenovana tadašnja zamjenica predstojnika Ureda predsjednika Vesna Škare-Ožbolt. Tijekom procesa mirne reintegracije hrvatski predsjednik Franjo Tuđman nekoliko je puta posjetio hrvatsko Podunavlje, prvi put 3. prosinca 1996., a zatim i 8. lipnja 1997., kada je "Vlakom mira" došao u Vukovar. Službeno, proces mirne reintegracije završio je 15. siječnja 1998.

## Demografija
U UN-ovom sektoru Istok (hrvatsko Podunavlje) prema popisu stanovništva iz 1991. godine živjelo je oko 194.000 ljudi, od čega 45% Hrvata i 35% Srba. Potkraj 1995. godine broj žitelja na tom području procjenjivan je na 120.000 do 150.000, uglavnom Srba, od čega gotovo 50.000 izbjeglica iz zapadne Slavonije i Krajine, pristiglih nakon operacija Bljesak i Oluja.

## Kronologija
- 15. siječnja 1996. - Vijeće sigurnosti UN-a donijelo Rezoluciju 1037 i ustanovilo posebnu Prijelaznu upravu UN-a u istočnoj Slavoniji (UN Transitional Authority in Eastern Slavonia - UNTAES) - započeo Proces mirne reintegracije hrvatskog Podunavlja.
- 27. lipnja 1996. - u vukovarskoj vojarni potpisan Sporazum o završetku razvojačenja hrvatskog Podunavlja, a nadzor nad svim vojnim objektima na tom području preuzela je prijelazna uprava UN-a
- 1. srpnja 1996. - počinje djelovati prijelazna policija, a od polovice prosinca 1997. ona ulazi u sastav MUP-a Republike Hrvatske.
- Rujan/listopad 1996. - tijekom ekshumacije masovne grobnice na Ovčari pronađeni su posmrtni ostaci 200 žrtava, hrvatskih branitelja i civila koji su odvedeni iz vukovarske bolnice i ubijeni nakon okupacije grada.
- 1. studenoga 1996. - za blagdan Svih svetih više tisuća hrvatskih prognanika prvi put nakon odlaska u progonstvo dolazi i obilazi groblja u mjestima pod prijelaznom upravom UN-a.
- 3. prosinca 1996. - predsjednik Republike Hrvatske, dr. Franjo Tuđman, prvi put od okupacije posjećuje hrvatsko Podunavlje.
- 13. travnja 1997. - održavaju se lokalni izbori za općinska i gradska vijeća kao i skupštine Osječko-baranjske županije te Vukovarsko-srijemske županije. HDZ je tada pobijedio u 15 općina i gradu Iloku, dok je SDSS pobijedio u deset općina i gradu Belom Manastiru. U Vukovaru su dvije stranke postigle dogovor o podjeli vlasti a za gradonačelnika je izabran Vladimir Štengl. Održavanje slobodnih, otvorenih i poštenih izbora bila je povijesna prekretnica i početak nove faze u integraciji hrvatskog Podunavlja.
- 19. svibnja 1997. - uvedena je hrvatska kuna kao službeno sredstvo plaćanja u hrvatskom Podunavlju čime je to područje reintegrirano u platni sustav RH.
- 8. lipnja 1997. - hrvatski predsjednik Franjo Tuđman dolazi u Vukovar "Vlakom mira".
- 9. srpnja 1997. - započinje službeni povratak prognanika i izbjeglica.
- 14. srpnja 1997. - na graničnim prijelazima prema tadašnjoj Saveznoj Republici Jugoslaviji uspostavljaju se granični prijelazi i time je hrvatsko Podunavlje uvedeno u hrvatski carinski sustav.
- Listopad 1997. - osnovan je Nacionalni odbor za uspostavu povjerenja, ubrzanog povratka i normalizaciju života na ratom stradalim područjima Hrvatske. Cilj rada Odbora jest omogućavanje povratka i pomirbe na području pod prijelaznom upravom UN-a, a na mjesto predsjednice Odbora imenovana je Vesna Škare-Ožbolt.
- 19. prosinca 1997. - Vijeće sigurnosti UN-a donosi Rezoluciju 1145 kojom daje potporu završetku mandata misije UNTAES-a u predviđenom roku.
- 15. siječnja 1998. - završetak misije UNTAES-a i završetak procesa mirne reintegracije, odnosno vraćanje cjelokupnog teritorija Republike Hrvatske u njezin ustavno-pravni poredak.

## Galerija
- Ruševine u hrvatskom Podunavlju
- Ruševine željezničkog kolodvora u Vukovaru
- Spomen-ploča Erdutskog sporazuma
- Upravitelj UNTAES-a Jacques Paul Klein
- Kompozicija Vlaka mira
- izvorni tekst na WikIzvoru: Govor u Vukovaru
- Svečani završetak mandata UNTAES-a

## Vanjske poveznice
- Lada Puljizević, Pobjeda postignuta mirom - 15. obljetnica mirne reintegracije hrvatskog Podunavlja, Hrvatski vojnik, br. 413., str. 8. – 11., 18. siječnja 2013.
- Hrvatski informativni centar: Ratni zločini srpskih vojnih i paravojnih postrojbi u hrvatskom Podunavlju 1991. - 1995., (u međumrežnoj pismohrani archive.org 27. veljače 2015.)